# Douglas Rutherford
Pour les articles homonymes, voir Rutherford.
Douglas Rutherford, de son vrai nom James Douglas Rutherford McConnell, né le 14 octobre 1915 à Kilkenny en Irlande et mort le 29 avril 1988, est un écrivain irlandais, auteur de roman policier.

## Biographie
Il fait ses études secondaires dans le Yorkshire, puis supérieures à Clare College de l'université de Cambridge où il obtient sa licence (B. A.) en 1937, puis à l'université de Reading pour son Master of Arts (M. A.) en langues romanes. Pendant la Seconde Guerre mondiale, il est affecté aux services de renseignements de l'armée britannique en Afrique du Nord et en Italie. Après sa démobilisation, il rejoint Eton College de 1946 à 1973 en tant que professeur (Master) d'espagnol et de français, à quoi s'ajoute au bout de quelques années la charge de House Master, c'est-à-dire la responsabilité d'une maison recevant des Oppidans (élèves « hors les murs »). 
Il écrit pendant les vacances scolaires et les week-ends, et publie son premier roman, Comes the Blind Fury, en 1950. Un grand nombre de ses récits se déroule dans le milieu des courses automobiles et des voitures de sport.
Avec Francis Durbridge, il co-écrit deux romans de série dite Paul Temple : The Tyler Mystery en 1957 et East of Algiers en 1959, signés Paul Temple.
Il rejoint le Detection Club en 1970.
Sous le nom de James McConnell, il publie, au cours des années 1960, des manuels de langues étrangères.
Il épouse en 1939 Margaret Worsley 'Peggy' Gandy (1910–1952), fille d'un chirurgien de la Royal Navy, et en 1953, Laura Margaret Goodwin (1920–?).
Il meurt le 29 avril 1988 dans le Hampshire à l'âge de 72 ans.

## Œuvre

### Romans

#### SériePaddy Regan
- Comes the Blind Fury, 1950
- Meet a Body, 1951
- Telling of Murder, 1952 (autre titre Flight into Peril)

#### SériePaul Temple(avec Francis Durbridge) signée Paul Temple
- The Tyler Mystery, 1957
- East of Algiers, 1959

#### Autres romans
- The Chequered Flag, 1955
- The Grand Prix Murders, 1955
- The Perilous Sky, 1956
- The Long Echo, 1957
- A Shriek of Tyres, 1958 (autre titre On the Track of Death)
- Murder Is Incidental, 1961
- The Creeping Flesh, 1963
- The Black Leather Murders, 1966
- Skin for Skin, 1968
  - Peau pour peau, Série noire no 1322, 1970
- The Gilt-edged Cockpit, 1969
- Clear the Fast Lane, 1971
  - Stop priorité, Série noire no 1484, 1972
- Kick Start, 1973
- Killer on the Track, 1973
- The Gunshot Grand Prix, 1973
- Rally to the Death, 1974
- Race Against the Sun, 1975
- Mystery Tour, 1975
- Return Load, 1977
- Collision Course, 1978
  - Gagne ou crève, Super noire no 131, 1979
- Turbo, 1980
- Porcupine Basin, 1981
- Stop at Nothing, 1983
- A Game of Sudden Death, 1987

### Nouvelle
- The Last Bullet, 1951

## Sources
- Claude Mesplède, Les années "Série noire" : bibliographie critique d'une collection policière, vol. 3 : 1966-1972, Amiens, Editions Encrage, coll. « Travaux » (no 22), 1994 (ISBN 978-2-906389-53-3).
- Claude Mesplède, Les années "Série noire" : bibliographie critique d'une collection policière, vol. 4 : 1972-1982, Amiens, Editions Encrage, coll. « Travaux » (no 25), 1995, 318 p. (ISBN 978-2-906389-63-2).
- Claude Mesplède et Jean-Jacques Schleret, SN, voyage au bout de la Noire : inventaire de 732 auteurs et de leurs œuvres publiés en séries Noire et Blème : suivi d'une filmographie complète, Paris, Futuropolis, 1982, 476 p. (OCLC 11972030), p. 320-321.